# Desanos

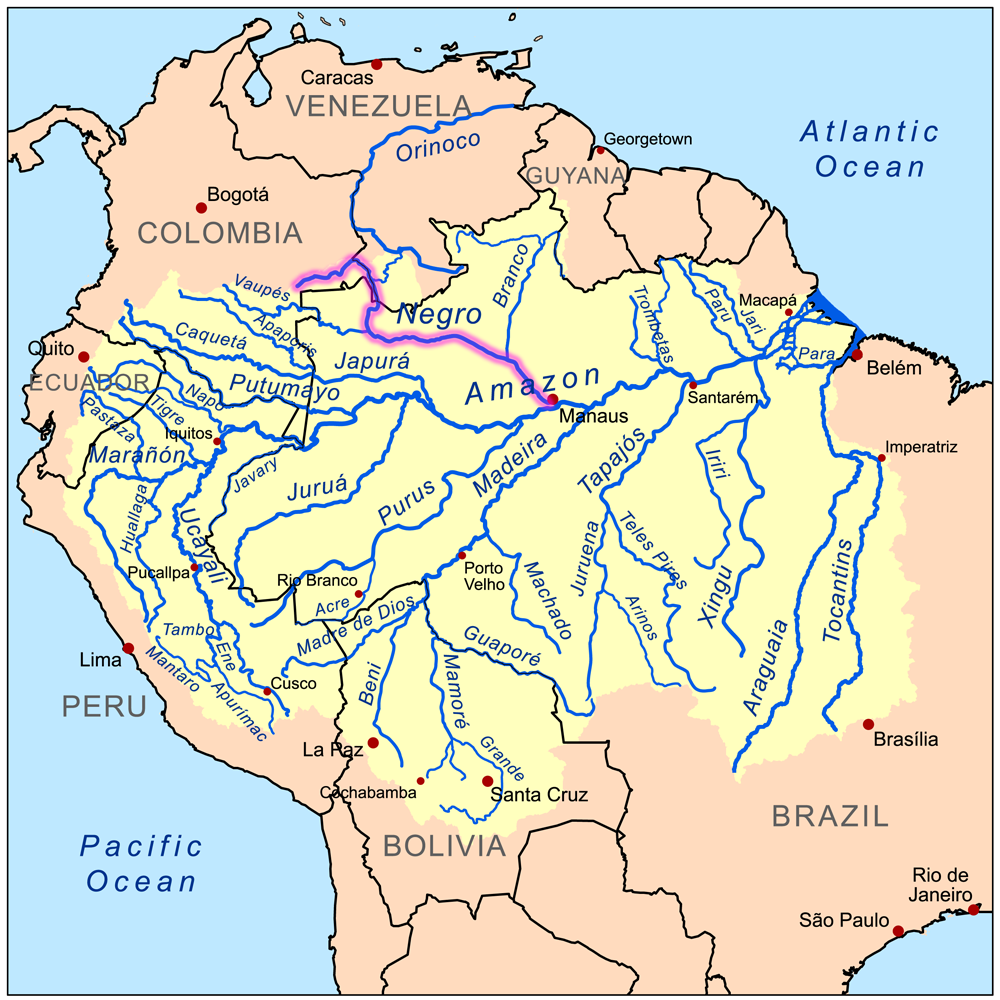
Rio Negro - Amazônia.

Os Desanos são um grupo indígena que habita no noroeste do estado brasileiro do Amazonas, mais precisamente nas Áreas Indígenas Alto Rio Negro, Médio Rio Negro I, Médio Rio Negro II, Pari Cachoeira I, Pari Cachoeira II, Pari Cachoeira III, Taracuá, Yauareté I e Reserva Indígena Balaio, além da Colômbia.
Autodenominam-se Umukomasã. Sua língua caracteriza-se como da família tukano oriental. Na realidade línguas muito próximas no que diz respeito à gramática e ao vocabulário.  Distribuem-se pela bacia do Rio Uaupés afluente do alto curso do rio Negro e outras bacias vizinhas ao sul. Os grupos que integram os Tukano Oriental organizam-se em fratrias e sibs patrilineares exogâmicos (grupos de descendentes de um ancestral comum que não casam entre si): Arapaso, Bará, Barasana, Desana, Karapanã, Kubeo, Makuna, Miriti-tapuya, Pirá-tapuya, Siriano, Tariana, Tukano, Tuyuka, Kotiria, Taiwano, Tatuyo, Yuruti (sendo que as três últimas habitam só na Colômbia). Na região compartilham convenções sobre o uso dessas línguas: a maioria fala pelo menos duas línguas e freqüentemente compreende outras, privilegiando a língua paterna nas conversas cotidianas.
Os Desana, ou Umuko Masá (“gente do universo”), são um dos dezesseis povos dessa família lingüística que moram nesse no Brasil e na Colômbia. Sendo aproximadamente 1,5 mil indivíduos no Brasil, distribuindo-se se em cerca de 60 comunidades misturadas a comunidades de outros povos da mesma família lingüística.

## Xamanismo
Os Desana, como outros povos das terras baixas da América do Sul, distinguem várias categorias de especialistas rituais que exercem as funções de prevenção e cura de doenças segundo a fonte do seu poder e a natureza de suas práticas terapêuticas: os yea, ou xamãs-onça, e os kumua, ou xamãs-rezadores. Os yea, cujo poder advém do contato estabelecido com os espíritos por meio da inalação do pó de paricá, são descritos como tendo a capacidade de se transformar em onça (daí o seu nome) para realizar certas tarefas. Eles efetuam as curas xamânicas através de diversas técnicas de manipulação do corpo (massagens, sucção, etc.) que visam a extrair do corpo do doente o objeto patogênico. Os kumu (especialistas religiosos) também utilizam em seus rituais coca, tabaco e ayahuasca. (ISA - Desana. (o.c.)